# Li Yiqing
Li Yiqing (ur. 26 czerwca 1982) – chińska judoczka.
Startowała w Pucharze Świata w 2009. Złota i srebrna medalistka mistrzostw Azji w 2009 roku.